# Turdus ludoviciae
Turdus ludoviciae là một loài chim trong họ Turdidae.